# 白雀寺镇
白雀寺镇，是中华人民共和国陕西省汉中市略阳县下辖的一个乡镇级行政单位。

## 行政区划
白雀寺镇下辖以下地区：
白雀寺村、青白石村、南家山村、何家枰村、贤草沟村、一里沟村、中坝子村、白杨坪村、水洞子村、淡家沟村、曾家沟村、木匣沟村、蒿坝村、蔡家营村、郭家坝村、庞家营村、赵家院村、庞家院村和华阳沟村。